# Entoloma jennyae
Entoloma jennyae är en svampart som beskrevs av Noordel. & Cate 1994. Entoloma jennyae ingår i släktet Entoloma och familjen Entolomataceae.   Inga underarter finns listade i Catalogue of Life.